# Liste de fées de fiction
Cette liste présente des personnages issus d'œuvres de fiction, considérés comme étant des fées.
| Nom                                          | Première apparition                                                 | Créateur                                         |
| -------------------------------------------- | ------------------------------------------------------------------- | ------------------------------------------------ |
| Aveline Potiron                              | La Fée Aveline                                                      | René Goscinny                                    |
| Aideen la fée                                | Les Chevaliers de Tir Na Nog                                        | Saban Entertainment                              |
| Ainsel                                       | Fairy Cube                                                          | Kaori Yuki                                       |
| Aisling                                      | Brendan et le Secret de Kells                                       | Tomm Moore                                       |
| Ariel                                        | La Tempête                                                          | William Shakespeare                              |
| Cirno et Daiyousei                           | Touhou Project                                                      | Team Shanghai Alice                              |
| Claude, Claudette et Claudine, Dermot, Niall | La Communauté du Sud                                                | Charlaine Harris                                 |
| Cleon                                        | Puzzle Bobble 4                                                     | Taito                                            |
| Clochette                                    | Peter Pan                                                           | J. M. Barrie                                     |
| Cosmo, Wanda, et plusieurs autres            | Mes parrains sont magiques                                          | Butch Hartman                                    |
| Crysta                                       | Les Aventures de Zak et Crysta dans la forêt tropicale de FernGully | Bill Kroyer                                      |
| Erana                                        | Quest for Glory                                                     | Corey et Lori Ann Cole                           |
| Fée turquoise ou Fée bleue                   | Pinocchio                                                           | Carlo Collodi                                    |
| Holly Short et Opale Koboï                   | Artemis Fowl                                                        | Eoin Colfer                                      |
| Jareth                                       | Labyrinthe                                                          | Jim Henson et Brian Froud                        |
| Navi                                         | The Legend Of Zelda : Ocarina Of Time                               | Shigeru Miyamoto Yoshiaki Koizumi et Eiji Aonuma |
| Lare                                         | Jonathan Strange et Mr Norrell                                      | Susanna Clarke                                   |
| Lully                                        | Cavaliers des Lumières                                              | Brigitte Aubert et Gisèle Cavali                 |
| Marraine la Bonne Fée                        | Shrek 2                                                             | Andrew Adamson, Kelly Asbury et Conrad Vernon    |
| Obéron et Titania                            | Le Songe d'une nuit d'été                                           | William Shakespeare                              |
| Plusieurs                                    | Le Cas Jack Spark                                                   | Victor Dixen                                     |